# Gunung Singgah Mata (berg i Indonesien, lat 4,31, long 96,92)
Gunung Singgah Mata är ett berg i Indonesien.   Det ligger i provinsen Aceh, i den västra delen av landet, 1 600 km nordväst om huvudstaden Jakarta. Toppen på Gunung Singgah Mata är 2 214 meter över havet.
Terrängen runt Gunung Singgah Mata är bergig åt sydost, men åt nordväst är den kuperad.  Trakten runt Gunung Singgah Mata är nära nog obefolkad, med mindre än två invånare per kvadratkilometer. I omgivningarna runt Gunung Singgah Mata växer i huvudsak städsegrön lövskog.